# Poésie chinoise contemporaine
La poésie chinoise moderne, dont la nouvelle poésie (chinois simplifié : 新诗 ; chinois traditionnel : 新詩 ; pinyin : xīnshī) fait partie, désigne la poésie chinoise datant d'après la dynastie Qing (1644 à 1912), notamment le style de poésie vernaculaire moderne (baihua) associé aux mouvements du 4 mai 1919. Se développent des styles expérimentaux tels que le vers libre (par opposition à la poésie chinoise traditionnelle écrite en chinois classique). D'autres formes de poésie contemporaine marquent la continuité avec la poésie traditionnelle, plutôt qu'une rupture. L'un des premiers poètes de ce type de poésie est Hu Shih  (1891-1962).

## Contexte

### Mutations socio-politiques
La poésie chinoise contemporaine se développe dans un contexte de changements socio-économiques majeurs et certains poètes sont aussi des acteurs historiques. Le dix-neuvième siècle est marqué par un bouleversement des idées et des institutions chinoises traditionnelles. La première guerre de l'opium (1839-1842) entre la Grande-Bretagne et la Chine aboutit au traité de Nankin (1842), qui céda le contrôle chinois de cinq ports ouverts et de toute l'île de Hong Kong aux Britanniques. Après la deuxième guerre de l'opium (1856-1860), la première guerre sino-japonaise (1894-1895) et d'autres conflits, la Chine perd plusieurs parties de son territoire au profit d'autres puissances coloniales. Entre-temps, diverses rébellions (ou guerres civiles) éclatent, comme la rébellion des Taiping (1850 à 1864) et la rébellion des Boxers (1898-1901), et bien que cette dernière était en grande partie dirigée contre puissances et influence étrangères, les deux montrèrent la faiblesse de la cour des Qing. De ces événements du dix-neuvième siècle en Chine résultent des dizaines de millions de morts au cours des différents conflits, une partie importante du patrimoine culturel de la Chine ayant été pillée ou détruite (par exemple l'Ancien Palais d'été et son contenu, notamment l'incendie de la bibliothèque). Le gouvernement Qing perd peu à peu le contrôle territorial.
Au cours des dernières années de la dynastie Qing, des poètes tels que Gong Zizhen (1792-1841) perpétuent la tradition poétique. Huang Zunxian (1848-1905) la poursuit également, bien que l'on retrouve dans sa poésie des signes de réaction aux changements socio-politiques. Gong Zizhen fut perturbé par l'état de l'empire  et Huang Zunxian voyagea beaucoup dans le cadre de ses fonctions diplomatiques, notamment au Japon, aux États-Unis, à Londres et à Singapour . Cette expérience et la poésie qui en découle sont des signes avant-coureurs de la poésie moderne.

## Début du vingtième siècle
La poésie du début du vingtième siècle en Chine fut écrite « dans une atmosphère de grande incertitude... mais d'une certaine excitation » . La révolution Xinhai (1911-1912) et la fin de Qing (1912), l'établissement de la République de Chine (1912-1949), la guerre civile chinoise (1927-1950) entre le Guomindang et le Parti communiste chinois, la deuxième guerre sino-japonaise et l'occupation par le Japon d'une grande partie de la Chine (1937-1945), et la création de la République populaire de Chine (1949) font partie des évènements marquants du vingtième siècle en Chine. Dans les premières années du siècle, ont lieu la formation ou l'existence de divers partis, opinions et sociétés secrètes, auxquelles participent des poètes. La Nanshe (société du Sud) formée en 1909, s'oppose au gouvernement Qinq et préconise l'écriture de poèmes traditionnels. Son chef, Liu Yazi, écrit en chinois classique jusqu'au début des années 1920.

### Mouvement pour la nouvelle culture
Le « vingtième siècle traça une ligne lourde à travers la chronologie de la culture chinoise ». Le mouvement pour la nouvelle culture, ou mouvement du 4 mai, s'avère une période déterminante dans la direction de la littérature poétique en langue chinoise. Nominalement originaire des manifestations étudiantes à orientation socio-politique à Pékin le 4 mai 1919, le mouvement de la nouvelle culture, le mouvement du 4 mai, était associé à un « ferment intellectuel » plus général . L'Université de Pékin participe à ce processus. Hu Shih et Cai Yuanpei, alors associés à cette université, refusent d'écrire en chinois classique, au profit du chinois vernaculaire écrit. Hu Shih, Xu Zhimo, Guo Moruo et certains poètes produisent une littérature plus moderne, dont le registre est plus familier. De plus, les œuvres de certains auteurs Wen Yiduo montrent une influence occidentale.

### Influence internationale
Le colonialisme constitue une cause de l'influence d'autres pays sur les traditions culturelles et linguistiques. Par exemple, Lin Heng-tai grandit à Taichung, sur l'île de Taïwan alors sous contrôle impérial japonais. Du fait du système éducatif japonais, c'est dans cette langue qu'il écrivit ses premiers poèmes. La présence de colonies européennes sur le continent et les îles de Hong Kong et Macao fournissent aussi des sources d'influence internationale, comme on le voit chez Xu Zhimo ou Lu Xun (mieux connu pour ses nouvelles et sa prose).

### Sociétés
La poésie chinoise contemporaine se développe par des sociétés, comme la société du croissant de lune, la Ligue des écrivains de gauche et la société de poésie de la cloche d'argent .

### Perpétuation de la tradition classique
Certains auteurs de poésie de la première moitié du vingtième siècle « continuèrent d'écrire agréablement dans les mètres traditionnels et plus ou moins de la manière traditionnelle »  . Mao Zedong (1893-1976), écrit ainsi de la poésie chinoise classique. Plusieurs poèmes de Mao racontent des moments de son ascension au pouvoir, de son début "Changsha" (1925) à "Réponse à M. Liu Yazi" (1950).

## Fin du vingtième siècle
Au milieu du vingtième siècle, le Japon impérial fut vaincu de manière décisive dans le cadre du processus de la Seconde Guerre mondiale, le Guomindang se retira dans des bases à Taïwan et dans d'autres îles, où ils commençaient à établir un contrôle régional, et le Parti communiste contrôlait la plupart de la partie continentale de la Chine. Beaucoup  des poètes de la première moitié du XXe siècle étaient déjà morts, emprisonnés, en exil ou soumis à de fortes pressions politiques pour que leur œuvre soit conforme aux attentes des organes gouvernementaux au pouvoir. Cette tendance se poursuivit au cours des années suivantes, à travers ce que l'on nomme la Terreur blanche (1949-1987) à Taiwan et la Révolution culturelle sur le continent (1966-1976). La guerre froide représente l'un des facteurs qui contribuèrent à la pression exercée sur les poètes pour qu'ils produisent de la poésie patriotique, et depuis lors, diverses campagnes et plans politiques exercèrent une certaine influence.

### Sociétés de poésie amateur
Les sociétés de poésie amateur ont une longue histoire en Chine continentale et à Taïwan. Vers la fin du vingtième siècle, des concours de poésie de style Ming et Qing eurent lieu à Taïwan. L'un de ces types de poèmes s'appellent « frapper le bol » : une méthode, ancienne, consiste à limiter le temps de composition : on brûlait un bâton d'encens auquel un fil suspendant une pièce de monnaie sur un bol était attaché. Lorsque le bâton d'encens brûlait, le fil brûlait et la pièce sonnait une alarme lorsqu'elle touchait le bol en dessous. Bien que les montres aient remplacé cette méthode, le nom « frapper le bol » demeure .